# Ahmesz-Tumeriszi
Ahmesz-Tumeriszi az ókori egyiptomi XVII. dinasztia hercegnője, feltehetőleg Szekenenré Ta-aa leánya, I. Jahmesz testvére. Címei: „a király leánya”, „a király testvére”.
Neve koporsóján maradt fenn, mely ma a szentpétervári Ermitázsban található. Múmiáját a Sejh Abd el-Kurna-i MMA 1019-es lelőhelyen találták egy veremben.